# Рігас Фереос

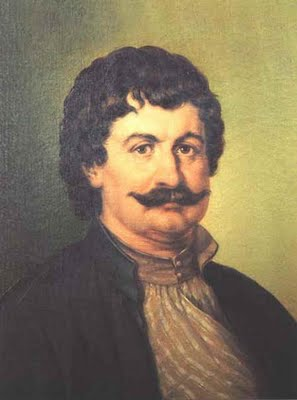
Портрет Рігаса Фереоса, Національний історичний музей Греції

Рі́гас, також Рігас Фере́ос (грец. Ρήγας Φεραίος, Констандінос Рігас, Рігас Велестінлі́с (грец. Ρήγας Βελεστινλη̃ς); близько 1757, Велестінон, ном Магнісія,— 24 червня 1798, Белград) — діяч грецького національно-визвольного руху, поет.
Історична постать, дуже шанована в Греції і не менш загадкова: окремі періоди його життя відомі лише з легендарних переказів, і навіть щодо його власного імені в дослідників упевненості немає.

## Початковий етап біографії
Народився в заможній сім'ї в місті Велестінон (Фессалія), де колись було розташоване давньогрецьке місце Фери (саме тому послідовники Рігаса, які були прихильниками античної традиції, і назвали його Фереосом, тобто Ферейським). Закінчив училище у Фессалії. Близько 1774 року опинився в Стамбулі. Згідно з переказом, сталося це так. Рігас нібито вбив якогось османа, що знущався з нього, і тому змушений був утекти до загону клефтів. Останні й переправили юнака до столиці Османської імперії, де він знайшов службу секретаря в Александра Іпсиланті. Разом з майбутнім проводирем «Філікі Етерія» він приїхав до Бухаресту (це відбулося приблизно 1782 року).
Тут, у Валахії, він був секретарем та повірником тамтешніх вельмож. Займався літературною та перекладацькою діяльністю і через це ввійшов до гуртка фінансового діяча і одночасно палкого пропагандиста народної мови (див. Дімотікі) фанаріота Димітріоса Катардзіса, борця за формування грецької національної свідомості. Хоча цей гурток зовсім не був дієво революційним, але достатньо вільнодумним, і там Рігас мав змогу ознайомитися з творчістю французьких просвітителів: Вольтера, Руссо, Дідро, Монтеск'є (згодом йому виявилися близькими й ідеї Великої французької революції).

## Літературна діяльність
1790 року Рігас приїхав до Відня, де того ж року почала виходити грецькою мовою газета «Ефімеріс». Рігас вважав, що для підготовки майбутнього визвольного руху треба розпочати з поміркованої просвітницької діяльності. Так і з'явилася його перша відома публікація — «Школа чутливих коханців» (1790). Дослідженнями грецьких істориків літератури встановлено, що це був не оригінальний твір, а своєрідна переробка шести оповідань французького письменника Ретіфа де ля Бретона. Рігаса в цих оповіданнях приваблювали не так «амури», як ствердження волі особистості, права на власний розсуд влаштовувати свою долю, розпоряджатися нею. Перекладач-переробник Ретіфа доповнив сюжети оповідань новими епізодами, а також вставив до тексту кілька сентиментальних віршів, бо, мовляв, це більш відповідає грецькому духові. Ця книга Рігаса мала такий успіх, що їй наслідували (анонімна збірка «Завершення кохання», Відень, 1792; містила три оповідання).
Якщо «Школа…» пропагувала вільність почуттів та ідею природної рівності людей, то наступна публікація Рігаса — свободу мислення. Мотто до неї так і стверджувало: «Правильно мислить той, хто мислить вільно». А називалася ця друга книжка «Антологія природничих наук». Вона дійсно містила початкові відомості з природознавства, хоча на загал її зміст не обмежувався тим, що декларувалося в назві: текст був спрямований на «нищення забобонів» і в явному та неявному вигляді відтворював ідеї Руссо та енциклопедистів.
У середовищі грецької діаспори Відня Рігас знайшов однодумців, і подальші його видавничі проекти іноді реалізувалися в співавторстві. Так, йому належать дві (з трьох) частини в книзі «Моральний триніжок». Одна з них називалася «Олімпія» і була перекладом п'єси Метастазіо; вона нагадувала грекам про Олімпійські ігри античності й мала на меті пробудження національної гордості. Друга («Альпійська пастушка», віршований переклад повісті Мармонтеля) була витримана в дусі «Школи чутливих коханців». Також вважається, что Рігасу належить переклад двох п'єс Мольєра.

## Підготовка до повстання. Арешт і страта
У серпні 1796 року Рігас переїжджає до Відня остаточно і починає безпосередню підготовку до антиосманського повстання. Відповідно до цього змінюється й характер його літературної та перекладацької творчості. Саме заради майбутнього повстання він протягом 1791—1796 років займався вивченням географії Греції. Тепер він бере участь у перекладі з французької книги Бартелемі «Новий Анахарсіс» і долучає до її видання мапу Греції на дванадцяти аркушах, включаючи план Стамбула та розташування османських військових об'єктів. Книга вийшла у Відні 1797 року; Рігасу належить переклад тієї частини, яка стосується Фессалії (глави 35–39).
Того ж таки 1797 року, у листопаді, підпільно друкується головний твір Рігаса — «Революційний маніфест, або Новий політичний устрій для народів Румелії, Малої Азії, островів Середземного моря, Валахії та Молдови». Епіграфом до цієї брошури слугувало гасло Французької революції «Свобода! Рівність! Братерство!», а складалася вона з чотирьох частин: «Відозва», «Права людини», «Конституція» та «Вояцька пісня». Основні положення політичної доктрини Рігаса були пов'язані з якобінськими ідеями. Він обстоював ідею рівноправності християн із мусульманами та братерства усіх поневолених османською владою народів. Виходячи з цього, він висував програму спільної боротьби, наголошуючи в першу чергу на розв'язанні соціальних, а не національних проблем і звертаючись до османського народу з таким самим братерським почуттям, як і до грецького та інших. Але у своєму плану майбутнього політичного устрою колишньої Османської імперії він фактичну перевагу віддавав унітарній моделі, а не федеративній. Для цієї планованої держави він запропонував назву «Грецька республіка»; її територією мали бути Балканський півострів та Мала Азія.
Невід'ємною частиною Рігасового маніфесту був «Вояцький гімн», який дуже швидко розповсюдився по всіх Балканах і в подальшій історії Греції звучав у кожному випадку соціальної активності аж до новітніх часів. Поезія була для Рігаса не естетично самодостатньою діяльністю, а лише засобом, зброєю у визвольній боротьбі. Певна річ, що користувався він народною мовою, а не штучною архаїзованою, і таким чином як поет може вважатися попередником прихильників дімотікі (іноді його зараховують навіть до попередників Іонічної школи). Рігасу належить також «Патріотичний гімн», який так само користувався значною популярністю.
У ці останні два роки перебування у Відні Рігас заснував таємне товариство «Етерія» (цю назву потім перейняв гурток Александра Іпсиланті — див. Філікі етерія). У нього відразу з'явилися численні прихильники в грецькій діаспорі різних країн і в самій Греції. Наприкінці 1797 року Рігас разом із кількома однодумцями вирушив з Відня до Греції. Але в Трієсті їх усіх заарештувала австрійська поліція і після п'яти місяців ув'язнення видала османській владі. Рігаса задушили в Белградській фортеці; за легендою, останніми словами революціонера були «Я посіяв свободу, хай інші прийдуть і пожнуть!»

## Впливи і посмертна слава
Рігаса було відлучено від православної церкви. 1798 року Константинопольський патріархат поширив «Батьківське вмовляння», де декларувалося, що просвіта та заклики до національного звільнення йдуть проти Божої волі. Тоді ж опублікував своє «Братерське вмовляння», присвячене пам'яті та захисту ідей Рігаса, впливовий грецький просвітній діяч і філолог Адамантіос Кораїс. Того ж року на Керкірі було надруковано гімни Рігаса.
Рігас став героєм народних пісень і літературних творів. Він був символом боротьби за свободу для Байрона, Пушкіна та інших філеллінів. У Греції поширювався лубковий малюнок, на якому було зображено Рігаса, що співає свої гімни у колі співвітчизників.
Діячі «Філікі етерія» підхопили ідеї Рігаса, вважали себе продовжувачами його справи. Пісні Рігаса слугували повстанцям за бойові марші. Пізніше вони знов лунали під час повстань, антифашистської боротьби, громадянської війни 1946—1949 років. Історичну драму В. Ротаса «Рігас», написану в двадцяті роки XX століття, було заборонено за надто прозорі натяки на утиски грецької влади. У роки диктатури «чорних полковників» (1967—1974) ім'я Рігаса носила підпільна студентська організація.
Українською мовою фрагмент «Вояцької пісні» переклав Анатолій Чердаклі («Літературна Україна», 11 червня 1971, № 46, с. 4).